# Phyllophaga nigerrima
Phyllophaga nigerrima är en skalbaggsart som beskrevs av Bates 1888. Phyllophaga nigerrima ingår i släktet Phyllophaga och familjen Melolonthidae. Inga underarter finns listade i Catalogue of Life.